# PRO Rumunia
PRO Rumunia (rum. PRO România) – rumuńska partia polityczna o profilu centrolewicowym i socjalliberalnym.

## Historia
Powstanie partii zainicjował w maju 2017 Daniel Constantin, były współprzewodniczący Sojuszu Liberałów i Demokratów. Dołączyli do niego były premier Victor Ponta (wykluczony z Partii Socjaldemokratycznej) i Sorin Cîmpeanu (były p.o. premiera). Victor Ponta objął funkcję przewodniczącego nowego ugrupowania, które formalnie zostało zarejestrowane w lutym 2018.
Na początku 2019 z ugrupowaniem związali się m.in. komisarz europejska Corina Crețu, były premier Mihai Tudose i były minister obrony Adrian Țuțuianu. W tym czasie partia posiadała już około 20 posłów w Izbie Deputowanych. Również w 2019 PRO Rumunia jako obserwator przystąpiła do Europejskiej Partii Demokratycznej.
W 2019 partia po raz pierwszy wystartowała w wyborach europejskich, jej lista otrzymała 6,6% głosów i 2 mandaty w Europarlamencie IX kadencji. W październiku 2020 decyzję o przyłączeniu się do niej podjął Sojusz Liberałów i Demokratów Călina Popescu-Tăriceanu. Ustalono, ze formacja Victora Ponty w związku z fuzją zostanie przemianowana na PRO România Social Liberal. Do zatwierdzenia połączenia doszło w następnym miesiącu.
Partia, startująca jeszcze pod uprzednim szyldem, w wyborach parlamentarnych w grudniu 2020 otrzymała po 4,1% głosów do Izby Deputowanych i do Senatu, nie przekraczając tym samym wyborczego progu. W styczniu 2021 ugrupowanie zwołało kongres, doprowadzając do przerwania procesu fuzji z ALDE. W 2024 jego lider Victor Ponta powrócił do PSD.